# Прифтис, Димитрис
Дими́трис Прифтис (греч. Δημήτρης Πρίφτης, род. 27 октября 1968 года в Афинах, Греция) — греческий баскетбольный тренер.

## Карьера
Работал в ряде греческих клубов и сборной Греции в качестве ассистента главного тренера. С 2014 по 2017 возглавлял клуб «Арис». В 2016 году был признан лучшим тренером чемпионата Греции. 
С 2017 года является главным тренером клуба УНИКС. В сезоне-2018/19 УНИКС занял второе место в регулярном чемпионате Единой лиги ВТБ, одержав 21 победу в 26 матчах, а в плей-офф казанский клуб в полуфинальной серии уступил «Химкам» со счетом 1-3. Летом 2019 года тренер продлил контракт с клубом.
В июне 2021 года Прифтис возглавил «Панатинаикос».

## Достижения
- Серебряный призёр Еврокубка: 2020/2021
- Серебряный призёр Единой лиги ВТБ: 2020/2021
- Серебряный призёр чемпионата России: 2020/2021
- Обладатель Суперкубка Греции: 2021